# Bioturbation

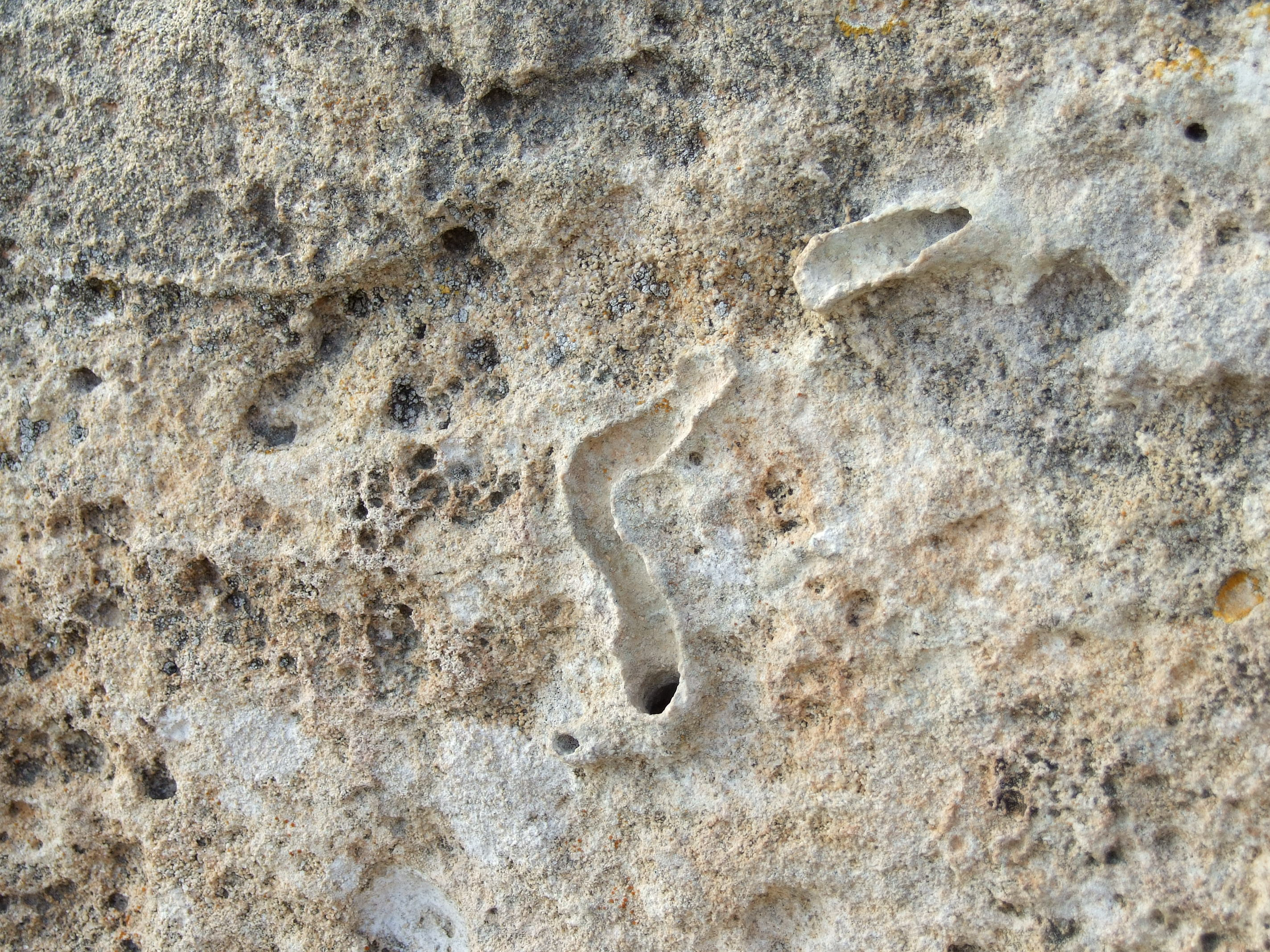
Fossile Bioturbation in einem jungkänozoischen Kalkarenit auf Mallorca, sogenanntem Marès

Bioturbation ist das Durchwühlen und Durchmischen (Turbation) von Böden oder Sedimenten durch Lebewesen.
Da Böden anders als Gestein belebt sind, ist die Bioturbation als rezenter Prozess einer Pedogenese, d. h. einer Bildung von Böden, vornehmlich ein Forschungsgebiet der Pedologie.
Bioturbate Strukturen sind allerdings auch oft in Sedimentgesteinen als Spurenfossilien erhalten und spielen bei der Rekonstruktion vergangener Ablagerungsräume in der Geologie und Paläontologie eine wichtige Rolle.
Neben der Bioturbation gehören zu den pedogenen Durchmischungsprozessen die Hydro- (Pelo-), Kryo- sowie Kultoturbation.

## Verursachende Lebewesen
In terrestrischen Böden besorgen die biogene Durchmischung vornehmlich Bodentiere wie
- Kleinsäuger (z. B. Maulwurf)
- Würmer (z. B. Regenwurm) oder
- Insekten (z. B. Ameisen).

In aquatischen Sedimenten bzw. subhydrischen Böden sind dies vorwiegend
- Würmer (z. B. Wattwurm)
- Muscheln
- Seeigel
- Seegurken
- Wohnröhren bauende Krebstiere.

Die an der Bioturbation beteiligte Makro- und Megafauna lässt sich aber auch anders kategorisieren, z. B. nach ihrer Rolle bei der Bodenumschichtung sowie der Art ihrer grabenden Einflussnahme auf die Bodenstruktur (= Gefüge):
- Schaufelgräber
  - Maulwürfe
  - Käfer
  - Maulwurfsgrillen
- Mundgräber
  - Ameisen
  - Termiten
- Scharrgräber
  - Hamster
  - Ziesel
  - Präriehund
- Bohrgräber
  - Regenwürmer
  - Schlangen.

## Bedeutung für die Bodenbildung (Pedogenese)

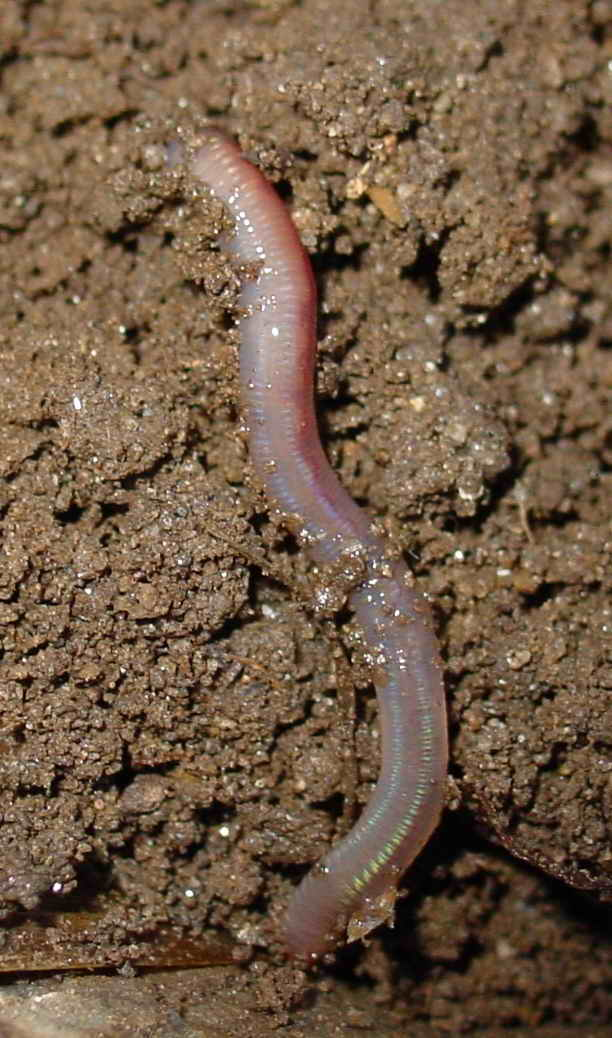
Bioturbation geschieht etwa durch den Regenwurm

Bioturbation spielt eine wichtige Rolle bei der Bodenbildung, bei der Entwicklung von Schwarzerde sogar eine entscheidende. Vor allem die physikalischen Eigenschaften (das Aggregatgefüge) werden durch sie positiv beeinflusst, da das wühlende Edaphon (Bodenwühler) durch seine Röhren schaffende Grabtätigkeit zu einer Lockerung des Bodens beiträgt, mitunter die Bildung eines mit Hohlräumen versehenen Krümelgefüges fördert, im speziellen Falle ausgeprägter Regenwurmtätigkeit ein Wurmlosungsgefüge schafft. Die Lockerung des Bodens kann auch zu einer besseren Durchlüftung des Oberbodens beitragen (wenn das Bodenmaterial an der Oberfläche abgelagert wird, siehe Maulwurfshügel) und dem Wasserstau entgegenwirken. Jedoch ist die drainierende Wirkung eher als sekundär einzustufen, da viele der Tiergänge blind enden. Für tonige Böden sind allerdings dennoch positive Effekte nachzuweisen (Erhöhung der Wasserkapazität).
Schließlich werden durch die zur Bioturbation zu rechnenden Prozesse die Grenzen der Bodenhorizonte dadurch „verwischt“, dass zum einen in den Unterboden ausgewaschene Nährstoffe wie Kalk zurückgeführt werden, wie auch humusfreies Unterbodenmaterial nach oben verfrachtet wird, und zum anderen der humose Oberboden eine Vertiefung und Homogenisierung erfährt. Gerade jene Vertreter des Edaphons, die im Boden jagen (Maulwürfe) oder leben (Geophagen wie Regenwürmer), tragen in besonderem Maße zur Bodenumlagerung bei (Maulwurf und Regenwurm bis zu 12 kg pro m² und Jahr).
Die Bedeutung der Bioturbation im Falle der Schwarzerden begründet sich damit, dass die an der Pedogenese beteiligten Kleinsäuger (beispielsweise Hamster, Ziesel, Taschenratten, Wühlmäuse und Präriehunde) durch die winterliche Kälte bzw. sommerliche Trockenheit zur Vertikalwanderung getrieben werden und dadurch eine tiefreichende Humusakkumulation bewirken (zu denken sei etwa an die Vorratskammern der Hamster), welche letztendlich den mächtigen, charakteristisch dunkelbraun bis schwarzen Ah-Horizont hervorruft. Das humose Bodenmaterial wird dabei in den Gängen, die als Krotowinen bezeichnet werden, nach unten befördert und vor der vollständigen Mineralisierung bewahrt. Das im Gegenzug von den Bodenwühlern nach oben verfrachtete Material wirkt wiederum der Entkalkung entgegen.
Da vornehmlich das Feinbodenmaterial homogenisiert wird, einhergehend mit einer Mischung organischer und mineralischer Substanz, und größere Bodenpartikel wie Steine und Kies kaum noch transportiert werden, kann die Bioturbation in gewissen Fällen die Bildung von Steinsohlen im Unterboden – und damit gewissermaßen eine Entmischung – begünstigen.
Bei der Bioturbation werden Boden- und Sedimentbestandteile in erheblichem Umfang verlagert. In Sedimenten kann dadurch die Schichtung aufgelöst werden. Im Boden können auch hydrophobe, stark sorbierende Schadstoffe (z. B. PCB, Dioxine), die nach der atmosphärischen Deposition eigentlich im obersten Bodenhorizont fixiert werden, in tiefere Bodenzonen gelangen.

## Bioturbation des Benthals

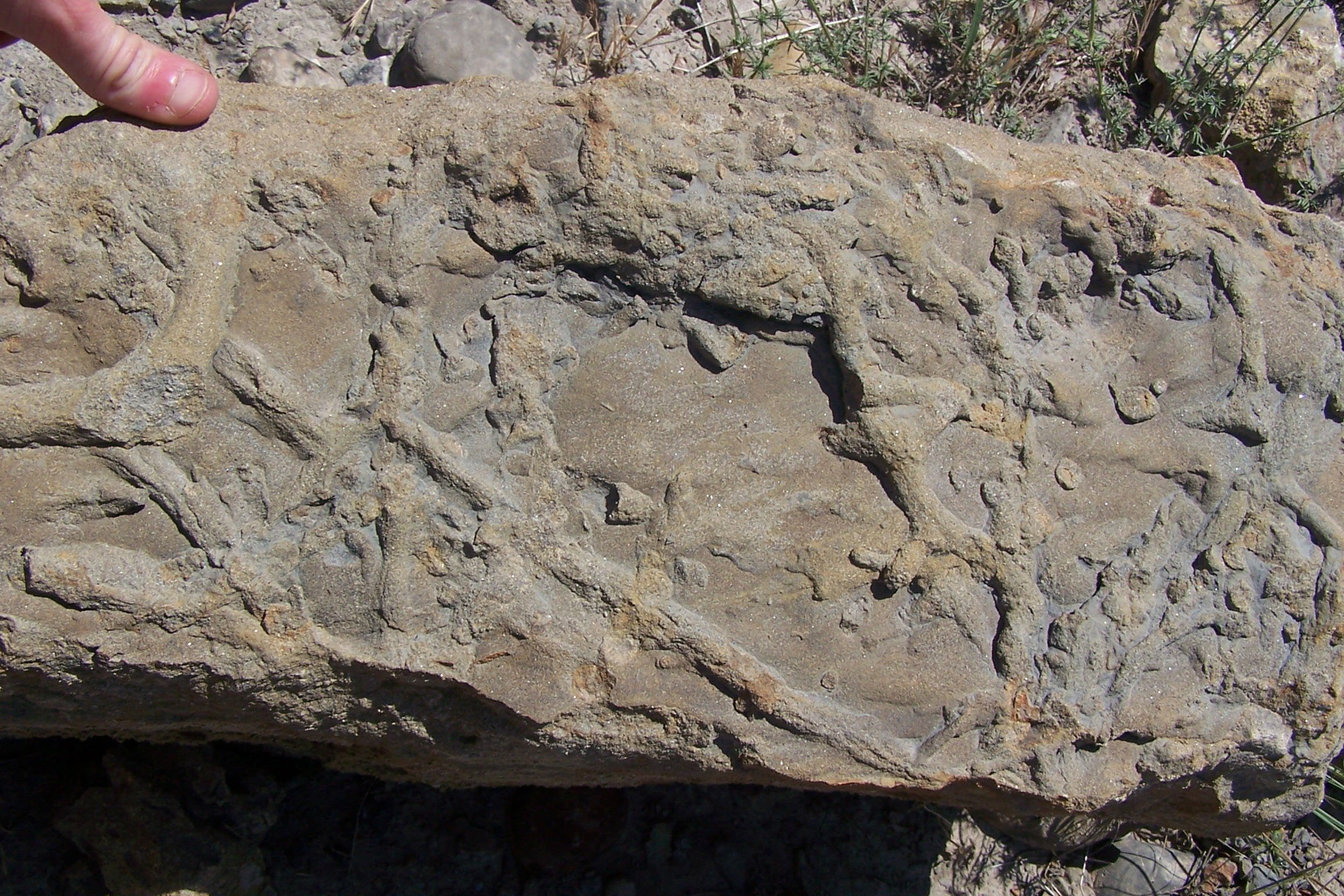
Fossile Bioturbation des Benthals (Ophiomorpha) in einem Sandstein des frühen Eozäns

Auch in den Böden der Gewässer (Benthal) spielt Bioturbation eine wesentliche Rolle. Es geht hier ebenfalls um die Abbauprozesse organischen Materials, das als Detritus zu Boden fällt und im Sediment eingebettet wird. Eine Lockerung des Sediments und damit eine bessere Versorgung mit Sauerstoff ist der wichtigste Aspekt. Hinzu kommt eine Beeinflussung der Artenzusammensetzung und Vielfalt des Benthos und damit der Nahrungskette, an deren Spitze viele Fische stehen.
Bioturbation wird im Meer hauptsächlich durch verschiedene Gruppen von Würmern, vornehmlich aus der Klasse der Vielborster bewerkstelligt, darüber hinaus aber auch von Muscheln, die als Filtrierer eine weitere Rolle beim Stoffaustausch spielen. Auch im Boden grabende Krebstiere wie der Flohkrebs Monoporeia affinis (stellenweise 10.000 bis 20.000 Individuen pro Quadratmeter in der Ostsee) oder Zehnfußkrebse aus der Familie der Callianassiden (verantwortlich für fossile Grabgänge der Thalassinoides-Ophiomorpha-Formengruppe) können Bedeutung für die Bioturbation des Benthals haben.

## Geologische Aspekte
In Sedimentgesteinen lassen sich des Öfteren fossile Spuren von Bioturbation finden und interpretieren. Sedimentgesteine mit Spuren starker fossiler Bioturbation deuten auf ein sauerstoffreiches, lebensfreundliches Milieu hin, während feingeschichtete Sedimente ohne Spuren von Bioturbation Hinweise auf ein lebensfeindliches, sauerstoffarmes oder -freies Milieu liefern. Unter bestimmten Bedingungen bleiben Relikte der Bioturbation in Form von Spurenfossilien (Ichnofossilien), beispielsweise Wohnbauten, Fraßbauten oder Lebensspuren wie Kriechspuren, Ruhespuren, Weidespuren usw., in Gesteinen erhalten.